# 스콧 배큘러
스콧 배큘러(영어: Scott Bakula 스콧 배큘라[*], 1954년 10월 9일 ~ )는 미국의 배우이다.

## 출연 작품

### 텔레비전
- Matlock (1987)
- 광속인간 샘 (1989-1993)
- 머피 브라운 (1993-96)
- 스타 트렉: 엔터프라이즈 (2001-05)
- The New Adventures of Old Christine (2006-10)
- 보스턴 리걸 (2008)
- 척 (2009-10)
- 위기의 주부들 (2012)
- 패밀리 가이 (2012) - 목소리
- 성범죄수사대: SVU (2012)
- 두 남자와 1/2 (2013)
- 루킹 (2014-15)
- NCIS (2014-17)
- NCIS: 뉴올리언스 (2014-21)
- 필라델피아는 언제나 맑음 (2017)
- 심슨 가족 (2019) - 목소리
- 뱀파이어에 관한 아주 특별한 다큐멘터리 (2021)

### 영화
- 두 남자와 한 여자 (1990)
- 환희의 터치다운 (1991)
- 컬러 오브 나이트
- 일루젼 (1995, Lord of Illusions)
- 마이 패밀리 (1995)
- 고양이 댄스 (1997) - 목소리
- 아메리칸 뷰티 (1999)
- 라이프 애즈 어 하우스 (2001)
- 인포먼트 (2009)
- 소스 코드 (2011) - 목소리 출연
- 쇼를 사랑한 남자 (2013)